# 开尔文

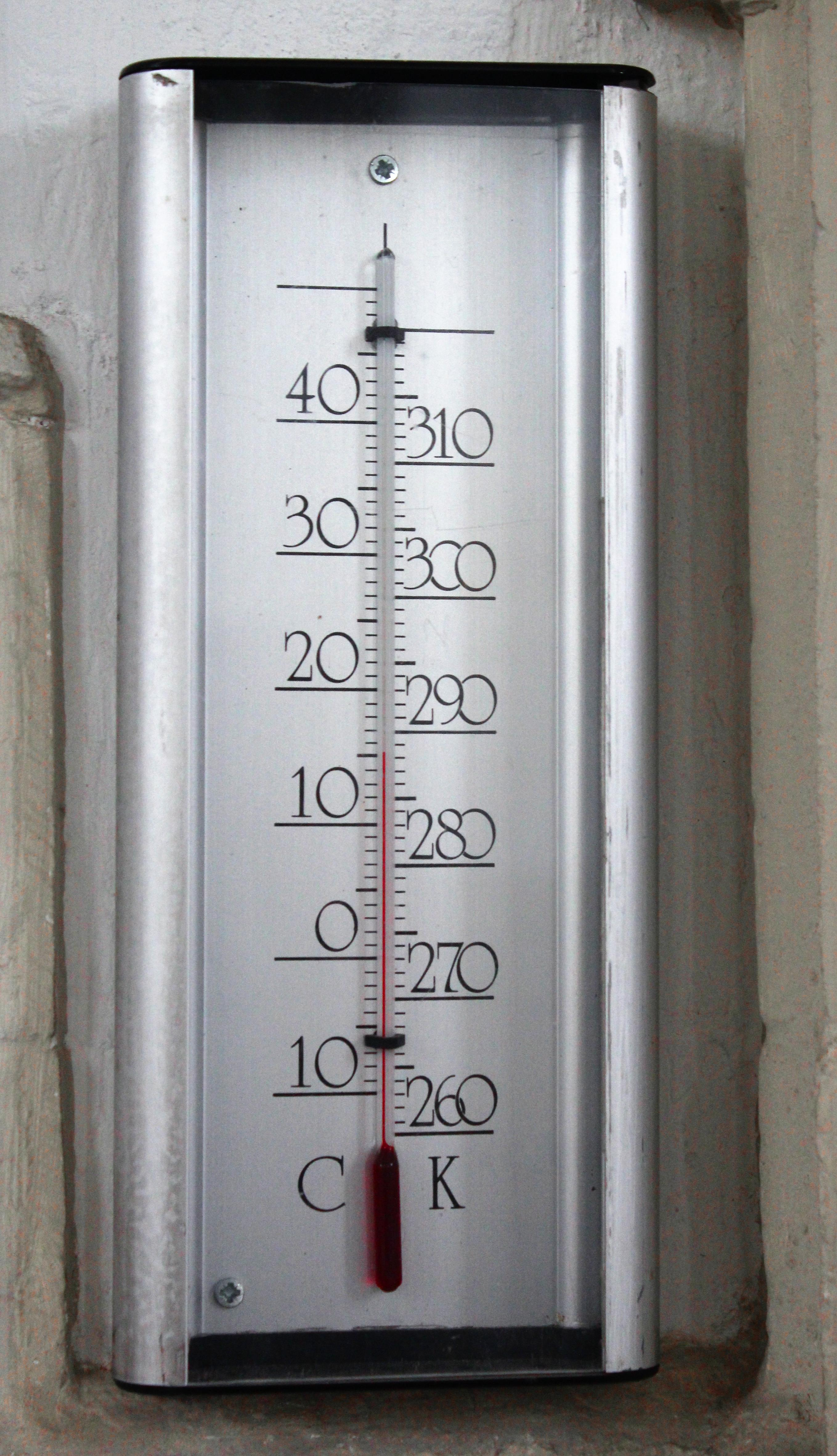
溫度計，左側單位爲攝氏度，右側單位爲克耳文

开尔文（英語：Kelvin）是温度的计量单位。它是國際單位制（SI）的七个基本單位之一，符號为K。以开尔文计量的温度标准称为热力学温标，其零点为绝对零度。在热力学的经典表述中，绝对零度下所有热运动停止。早期1开尔文定义为水的三相点與绝对零度相差的1⁄273.16。水的三相点是0.01℃，因此温度变化1攝氏度，相当于变化1开尔文；現1开尔文由波茲曼常數定義。
克氏温标得名自英國工程师和物理学家第一代开尔文男爵威廉·汤姆森。

## 历史

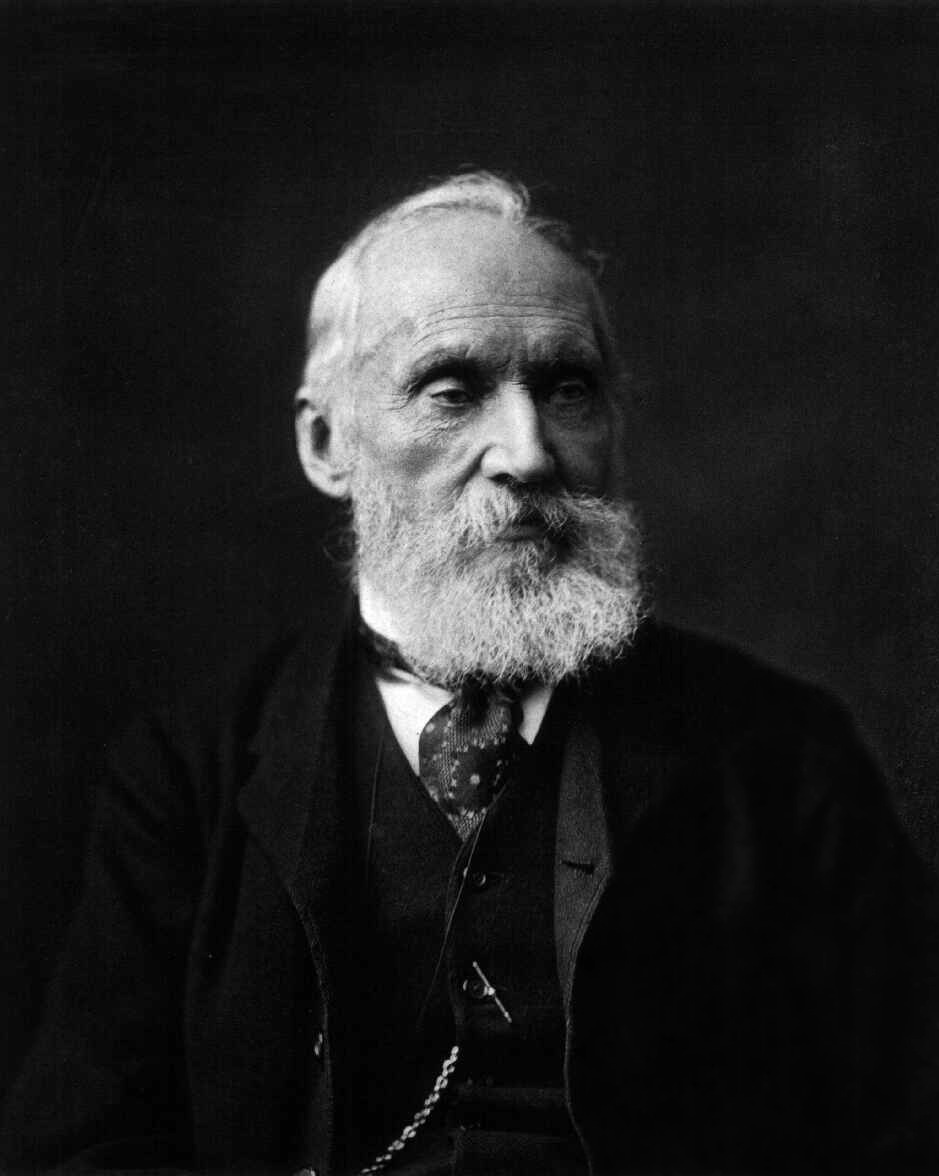
开尔文勋爵，该单位的同名人物

1848年开尔文勋爵威廉·汤姆森在其论文《关于一种绝对温标》（On an Absolute Thermometric Scale）中写道，需要一种以“绝对的冷”（绝对零度）作为零点的温标，使用摄氏度作为其单位增量。汤姆森用当时的空气温度计测算出绝对零度等于−273℃。这种绝对温标现在称为开尔文热力学温标。
1954年第10届国际计量大会（CGPM）第3号决议给出了热力学温标的现代定义，表明水的三相点为其第二定义点，并规定將其温度定义为273.15开。
1967-1968年第13届CGPM第3号决议将热力学温度的单位增量由“绝对度”（符号K）更名为“开尔文”（符号K）。同时，因为意识到要更明确地定义单位增量的程度的必要，第13次在国际度量衡大会第4号决议中指出“开尔文，热力学温度单位，等于水的三相点的热力学温度的1⁄273.16。”
2005年国际计量委员会声称为了阐明水的三相点的温度，开尔文热力学温标中的定义适用于VSMOW标准中规定的水有同位素结构。

## 重新定义
2005年，国际计量委员会着手于重新定义开尔文，让它有一个更严格的定义。當時的定义并不能满足于在低于20 K和高于1300 K处的使用。委员会提出，应重新定义开尔文，以使得波尔兹曼常数是一个定值1.3806505×10−23 J/K。委员会原本希望，这个项目会在2011年的国际度量衡大会上通过，但到了2011年，这个提议又被推后到2014年，成为更大的项目中的一部分。
新定义提案于2018年11月16日通过，已于2019年5月20日起生效。
从科学的观点来看，这个新定义会使开尔文和其它国际标准单位连接起来，并且可以不再依赖于某种特定的物质。从实际的观点来看，这个新定义不会造成任何区别，水在一个大气压下的凝固点仍然是0℃（32℉，273.15 K）。

## 实际使用

### 色温
开尔文常用于测量光源的色温。色温基于黑体发出的光的颜色取决于辐射体的温度的原理。温度低于约4000 K的黑体为浅红色，温度高于约7500 K为浅蓝色。色温在投影和摄影的领域很重要，约5600 K的色温需要匹配“日光”胶片。在天文学领域，恒星的光谱和它们在赫罗图中的位置部分取决于他们的表面温度，被称作有效温度。例如，太阳的光球的有效温度为5778 K。

## 与其他温度单位之间的转换
|            | 從開氏溫標換算至其他溫度單位         | 從其他溫度單位換算至開氏溫標         |
| ---------- | ------------------------------------ | ------------------------------------ |
| 攝氏溫標   | [℃] = [K] - 273.15                   | [K] = [℃] + 273.15                   |
| 華氏溫標   | [℉] = [K] × 9⁄5 − 459.67             | [K] = ([℉] + 459.67) × 5⁄9           |
| 蘭金溫標   | [R] = [K] × 9⁄5                      | [K] = [R] × 5⁄9                      |
| 德利尔温标 | [°De] = (373.15 − [K]) × 3⁄2         | [K] = 373.15 − [°De] × 2⁄3           |
| 牛頓溫標   | [°N] = ([K] − 273.15) × 33⁄100       | [K] = [°N] × 100⁄33 + 273.15         |
| 列氏溫標   | [°Ré] = ([K] − 273.15) × 4⁄5         | [K] = [°Ré] × 5⁄4 + 273.15           |
| 羅氏溫標   | [°Rø] = ([K] − 273.15) × 21⁄40 + 7.5 | [K] = ([°Rø] − 7.5) × 40⁄21 + 273.15 |